# Hermann von Greiffenegg
Hermann Joseph Edmund Nepomuk Tröndlin von Greiffenegg (Altdorf, 18 febbraio 1737 – Friburgo in Brisgovia, 25 dicembre 1807) è stato un politico, diplomatico e nobile tedesco.

## Biografia

### I primi anni e la famiglia
Hermann von Greiffenegg proveniva da una famiglia originaria della regione tedesca dell'Alto Reno che si era arricchita nel corso del Seicento col commercio del sale. Nel 1707 il nonno di Hermann, Johann Adam Tröndlin von Greiffenegg (1653–1718) venne elevato nei ranghi della nobiltà, ma quando il commercio del sale nella regione divenne meno redditizio a causa della crescente concorrenza della Lorena, il padre di Hermann, Joseph Xaver Conrad Tröndlin von Greiffenegg (1705–1765) decise di intraprendere la carriera al servizio degli Asburgo e divenne consigliere nel baliaggio di Svevia dopo aver studiato legge a Friburgo.

### L'operato a Friburgo
Fu proprio seguendo l'esempio di suo padre che Hermann von Greiffenegg studiò legge all'Università Albertina ed entrò anch'egli al servizio del governo austriaco nel 1759. L'imperatore Giuseppe II del Sacro Romano Impero gli affidò la riforma dell'Università di Friburgo sulla base delle direttive emesse da Maria Teresa nel 1752. Malgrado le ottime prospettive, von Greiffenegg si impegnò con tutta la severità possibile contro l'aspra resistenza mossagli dei professori di Friburgo, costringendo infine a pagare una multa da 400 ducati pena la sospensione dall'insegnamento se non si fossero adattati alle riforme volute dal governo imperiale. Riformò completamente anche il locale senato accademico ed egli stesso fu presidente di alcune facoltà come quella di giurisprudenza. Il suo zelo e la sua fedeltà all'imperatore, come è comprensibile, gli attirarono numerose critiche a Friburgo.
Dal 1791 al 1793 e nuovamente dal 1797 al 1798 fu ambasciatore imperiale presso la Confederazione Elvetica.
Quando l'esercito rivoluzionario francese mosse contro la città di Friburgo conquistandola nel 1796, von Greiffenegg si oppose vigorosamente alla minacciata annessione della Brisgovia alla Francia e venne per questo arrestato e deportato nella fortezza di Phalsbourg, in Lorena, previo sequestro di tutti i suoi beni. Dopo la sua liberazione nel 1797, la città di Friburgo concesse a lui e ai suoi figli la cittadinanza onoraria in segno di gratitudine per il sacrificio compiuto in difesa della città.

### Al servizio di Ercole III d'Este

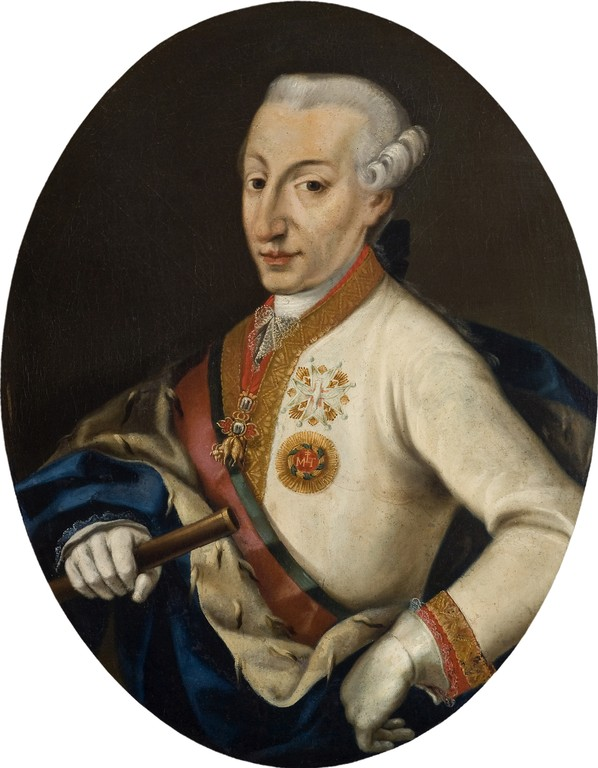
Von Greiffenegg venne nominato amministratore del ducato di Brisgovia e Ortenau ottenuto in compensazione da Ercole III d'Este nel 1801

A seguito delle sue vittorie contro l'Austria nell'Italia settentrionale, Napoleone Bonaparte istituì la Repubblica Cisalpina e di conseguenza il duca Ercole III d'Este perse i suoi possedimenti italiani e venne ricompensato con la sovranità della Brisgovia appena annessa alla Francia. Il duca ad ogni modo non si disse soddisfatto e pretese anche l'annessione dell'Ortenau ai suoi nuovi domini. Dopo la firma della pace di Luneville nel 1802, Ercole III insignì suo genero Ferdinando d'Austria-Este come amministratore dei suoi possedimenti, e questi nominò il von Greiffenegg quale suo rappresentante in loco. Nel 1803, dunque, Hermann von Greiffenegg ricevette dall'arciduca la procura per rilevare e gestire l'amministrazione del nuovo ducato e soprattutto il passaggio di tali possedimenti (e dei diritti che ne conseguivano) alla casata d'Asburgo, dopo la morte di Ercole III. Anche questo passaggio non fu affatto semplice in quanto la zona amministrata dal von Greiffenegg pullulava di correnti liberali innescate dalla Rivoluzione francese tra la popolazione, motivo per cui il commissario imperiale ebbe poteri quasi illimitati.
La rinnovata sconfitta dell'Austria nel 1805 nella terza guerra di coalizione segnò il destino finale della regione. Come risultato, Francesco II dovette rinunciare alla Brisgovia ed all'Ortenau che vennero annessi al Granducato di Baden che invece si era schierato coi francesi, traendone inizialmente notevoli benefici. Per ragioni strategiche, lo stesso Napoleone fece sposare la figlia adottiva Stéphanie de Beauharnais col principe ereditario Carlo Luigi di Baden e Stephanie ricevette in dote la Brisgovia. A Hermann von Greiffenegg, fede agli Asburgo, fu risparmiata l'umiliazione della consegna del territorio nelle mani dei francesi e venne esonerato dal compito prima dell'intervento del generale Jean Nicolas de Monard.

### Gli ultimi anni
Von Greiffenegg, ad ogni modo, rimaneva uno statista che ben conosceva la zona affidatagli per anni e di conseguenza il governo del Baden gli offrì delle posizioni governative, ma egli rifiutò nettamente. A ormai 68 anni, decise di ritirarsi dal servizio attivo a Friburgo in Brisgovia dove morì il giorno di Natale del 1807.

## Matrimonio e figli
Hermann von Greiffenegg sposò Anna Maria von Safran († 1776) il 7 agosto 1766 a Grafendorf. La coppia ebbe i seguenti figli:
- Henrica Teresa Anna (7 maggio 1767-1792)
- Maria Juliana Constantia (17 febbraio 1770)
- Hermann Xaver Gottlob (17 aprile 1775 - 19 gennaio 1847)